# محمدابراهیم امین
محمد ابراهیم امین (زادهٔ ۱۳۲۹ بیرجند) رئیس پیشین بیمه مرکزی جمهوری اسلامی ایران، دارای لیسانس اقتصاد از دانشگاه شیراز و کارشناسی ارشد مدیریت بازرگانی از دانشگاه «نورثروپ» آمریکا است. وی در حالیکه دانشجوی دکترای اقتصاد در دانشگاه کلرمونت آمریکا بود در پی اوج‌گیری انقلاب اسلامی، درس خود را ناتمام گذاشت و به ایران بازگشت.

## سوابق مدیریتی
مهمترین سوابق وی مدیرکل دفتر امور بازرگانی سازمان مدیریت و برنامه‌ریزی، عضویت در هیئت مدیره و معاونت طرح و برنامه بیمه ایران و مدیرعاملی بیمه البرز از سال ۸۳ به مدت ۹ سال و همچنین مشاور رئیس کل بیمه مرکزی در زمان ریاست فرشباف از دیگر تجربیات کاری او به‌شمار می‌رود.

## ریاست بیمه مرکزی ایران
در شهریور ۱۳۹۲ براساس حکم علی طیب‌نیا وزیر امور اقتصادی و دارایی با جلب موافقت رئیس‌جمهور و با توجه به سوابق و تجارب محمد ابراهیم امین مدیرعامل شرکت بیمه البرز، او را برای ریاست کلی بیمه مرکزی جمهوری اسلامی ایران برگزید.

## مدیران بیمه مرکزی
در پی انتشار فیش‌های حقوقی برخی مدیران بیمه مرکزی و ارقام بسیار درشت آن تعجب بسیاری را برانگیخت. اختلاف دریافتی‌ها در فیش‌های حقوقی آنقدر زیاد بود که واکنش‌های منفی زیادی را در رسانه‌ها و افکار عمومی موجب شد.این فیش‌های حقوقی نشان می‌داد، تنها سه مدیر ارشد بیمه مرکزی ۱۸۰ میلیون تومان حقوق می‌گیرند و حقوق تنها یک نفر ۸۷ میلیون تومان بود.

## استعفای مدیر بیمه مرکزی
در ادامه جنجال فیش‌های حقوقی مدیران بیمه مرکزی، در ۲۲ اردیبهشت ۱۳۹۵ محمد ابراهیم امین، رئیس کل این شرکت متن نامه استعفای خود را به علی طیب‌نیا وزیر امور اقتصادی و دارایی منتشر کرد.